# 大豆生田詔平
大豆生田 詔平（おおまめうだ しょうへい、1970年11月1日 - ）は、日本の元サッカー選手、サッカー指導者。日本サッカーリーグ時代のサッカー選手。

## 人物・経歴
高校生からサッカーを始め、読売サッカークラブを経てプリマハムサッカークラブに所属した。
引退後指導者の道に入り、日本サッカー協会公認B級ライセンスを取得。フジタ渋谷ジュニアユース監督や坂戸ディップマッツなど、ジュニアでの監督を務めた後、2007年になでしこリーグディビジョン2に所属していたASエルフェン狭山FCで監督を務めた。2020年現在は東京ヴェルディ1969の提携ジュニアユースクラブであるS.S.CANTERAで監督を務めている。